# Laulauga Tausaga
Laulauga Tausaga (Spring Valley, 22 maggio 1998) è una discobola statunitense, medaglia d'oro nel lancio del disco a Budapest 2023.

## Biografia
Nel 2023 ha vinto la medaglia d'oro ai campionati mondiali nel lancio del disco.

## Progressione

### Lancio del disco
| Stagione | Misura  | Luogo      | Data      | Rank. Mond. |
| -------- | ------- | ---------- | --------- | ----------- |
| 2023     | 69,49 m | Budapest   | 23-8-2023 |             |
| 2022     | 64,49 m | Eugene     | 24-6-2022 |             |
| 2021     | 63,53 m | Eugene     | 12-6-2021 |             |
| 2019     | 63,94 m | Doha       | 2-10-2019 |             |
| 2018     | 60,65 m | Des Moines | 21-6-2018 |             |
| 2017     | 59,37 m | Austin     | 26-5-2017 |             |
| 2015     | 42,00 m | Walnut     | 18-4-2015 |             |

## Palmarès
| Anno | Manifestazione              | Sede      | Evento           | Risultato | Prestazione | Note        |
| ---- | --------------------------- | --------- | ---------------- | --------- | ----------- | ----------- |
| 2017 | Campionati panamericani U20 | Trujillo  | Lancio del disco | Oro       | 59,29 m     |             |
| 2019 | NACAC U23                   | Querétaro | Lancio del disco | Argento   | 59,39 m     |             |
| 2019 | Mondiali                    | Doha      | Lancio del disco | Finale    | nm          | [ 2 ] [ 3 ] |
| 2022 | Mondiali                    | Eugene    | Lancio del disco | 12ª       | 56,47 m     | [ 4 ] [ 5 ] |
| 2022 | Campionati NACAC            | Freeport  | Lancio del disco | Oro       | 63,18 m     |             |
| 2023 | Mondiali                    | Budapest  | Lancio del disco | Oro       | 69,49 m     | [ 6 ]       |

## Campionati nazionali
2017
- In finale ai campionati statunitensi (Sacramento), lancio del disco - nm

2018
- 15ª ai campionati statunitensi (Des Moines), getto del peso - 15,55 m
- Bronzo ai campionati statunitensi (Des Moines), lancio del disco - 60,65 m

2019
- Bronzo ai campionati statunitensi (Des Moines), lancio del disco - 62,08 m

2021
- In finale ai trials olimpici statunitensi (Eugene), lancio del disco - nm

2022
- Argento ai campionati statunitensi (Eugene), lancio del disco - 64,49 m

2023
- Argento ai campionati statunitensi (Eugene), lancio del disco - 65,46 m

## Altre competizioni internazionali
2019
- Argento al The Match Europe v USA, ( Minsk), lancio del disco - 63,71 m

2022
- Bronzo al Müller Birmingham Diamond League, ( Birmingham), lancio del disco - 60,80 m
- 5ª al Prefontaine Classic, ( Eugene), lancio del disco - 61,45 m
- 5ª al Meeting de Paris, ( Parigi), lancio del disco - 62,79 m
- 6ª al Weltklasse Zürich, ( Zurigo), lancio del disco - 58,90 m

2023
- 9ª al Golden Gala, ( Firenze), lancio del disco - 55,34 m
- 4ª al Meeting de Paris, ( Parigi), lancio del disco - 62,62 m
- Bronzo alla Xiamen Diamond League ( Xiamen), lancio del disco - 64,31 m
- Argento al Prefontaine Classic ( Eugene), lancio del disco - 68,36 m

2025
- Bronzo alla Xiamen Diamond League ( Xiamen), lancio del disco - 64,91 m